# Język jita
Język jita – język z rodziny bantu, używany w Tanzanii i Ugandzie. W 1972 roku liczba mówiących wynosiła ok. 138 tysięcy.